# Sanford Bray
Sanford Bray, född 1858, död 1946, var en amerikansk uppfinnare.
Han växte upp i Boston, USA, och kom att arbeta inom glasindustrin. Han fick 1886 patent på en ny metod för sammanfogning av glasbitar till glasmosaik i lampskärmar, kyrkfönster etc. Tekniken kallas kopparfolieteknik och har senare fått namnet Tiffanyteknik efter Louis Comfort Tiffany som blev mycket berömd för sina lampor, kyrkfönster m m. Det är oklart om Sanford Bray sålde sitt patent till Tiffany. Under åren före Sanford Brays patent tävlade målaren John La Farge (1835–1910) med Louis Comfort Tiffany om herraväldet på den här marknaden, och bägge fick 1881 respektive 1883 sina patent-ansökningar godkända. Dessa ansökningar handlade dock inte om kopparfolie-tekniken vilken ju patenterades av Bray först 1886.